# Morti nel 1683
| Questa pagina contiene informazioni ricavate automaticamente dalle voci biografiche con l'ausilio del template Bio e di un bot. L'aggiornamento è periodico e automatico e ricostruisce completamente la pagina. Se manca una persona in questa lista, sei pregato di non aggiungerla, ma accertati piuttosto che la sua voce biografica contenga il template Bio e che i dati anagrafici siano correttamente compilati. Se il template Bio manca, inseriscilo tu stesso o, in alternativa, metti l'avviso {{tmp\|Bio}} che ne segnala la mancanza. Se i dati riportati sono sbagliati, correggi direttamente la voce biografica; le modifiche saranno visibili in questa lista entro pochi giorni. Per chiarimenti vedi il progetto biografie. La lista contiene solo le 80 persone che sono citate nell'enciclopedia e per le quali è stato implementato correttamente il template Bio. Pagina aggiornata al 26 apr 2025. |

## Gennaio(5)
- 10 gennaio - Luigi Cesare di Borbone, nobile francese (n. 1672)
- 11 gennaio - Biagio Cusano, poeta italiano
- 21 gennaio - Anthony Ashley-Cooper, I conte di Shaftesbury, politico inglese (n. 1621)
- 28 gennaio - Julien Maunoir, gesuita francese (n. 1606)
- 31 gennaio - Cesare Facchinetti, cardinale e arcivescovo cattolico italiano (n. 1608)

## Febbraio(7)
- 5 febbraio - Giovanni Battista De Luca, giurista e cardinale italiano (n. 1614)
- 6 febbraio - Alberto Ernesto I di Oettingen-Oettingen, nobile tedesco (n. 1642)
- 14 febbraio - Willem Hermans, organaro e gesuita olandese (n. 1601)
- 16 febbraio - Nicolaes Berchem, pittore olandese (n. 1620)
- 22 febbraio - Jarig Jelles, filosofo e mercante olandese (n. 1620)
- 26 febbraio - Lorenzo Mayers Caramuel, vescovo cattolico spagnolo (n. 1617)
- 28 febbraio - Giuseppe Antonio Rabatta, vescovo cattolico italiano

## Marzo(7)
- 6 marzo - Guarino Guarini, architetto e teorico dell'architettura italiano (n. 1624)
- 9 marzo - Michael Ettmüller, medico tedesco (n. 1644)
- 11 marzo - Giovanni Bernardo Carbone, pittore italiano (n. 1614)
- 19 marzo - Thomas Killigrew, drammaturgo e impresario teatrale britannico (n. 1612)
- 21 marzo - Stefano Agostini, cardinale italiano (n. 1614)
- 22 marzo - Giovanni Gherardi, attore teatrale e musicista italiano
- 23 marzo - Agostino Oldoini, gesuita, storico e bibliografo italiano (n. 1612)

## Aprile(3)
- 7 aprile - Carlo Francesco Airoldi, arcivescovo cattolico, diplomatico e nobile italiano (n. 1637)
- 23 aprile - Peter Philipp von Dernbach, vescovo cattolico tedesco (n. 1619)
- 28 aprile - Daniel Casper von Lohenstein, drammaturgo tedesco (n. 1635)

## Maggio(4)
- 7 maggio - Stefano Gradi, scienziato, filosofo e poeta dalmata (n. 1613)
- 12 maggio - Bernardino Gentili il Vecchio, ceramista italiano (n. 1635)
- 15 maggio - Giovanni Ernesto II di Sassonia-Weimar, duca tedesco (n. 1627)
- 26 maggio - Giovanni Adolfo I di Schwarzenberg, nobile (n. 1615)

## Giugno(6)
- 4 giugno - Volfango Giorgio Federico del Palatinato-Neuburg, principe (n. 1659)
- 7 giugno - Giovanni Ghisolfi, pittore italiano (n. 1623)
- 7 giugno - George Ravenscroft, imprenditore britannico (n. 1632)
- 12 giugno - Tobias Pock, pittore tedesco (n. 1609)
- 24 giugno - Nicholas van Hoorn, mercante e pirata olandese (n. 1635)
- 26 giugno - Edvige Sofia di Brandeburgo, principessa prussiana (n. 1623)

## Luglio(7)
- 7 luglio - Elisabetta Enrichetta d'Assia-Kassel, nobile tedesco (n. 1661)
- 10 luglio - François Eudes de Mézeray, storico francese (n. 1610)
- 13 luglio - Arthur Capell, I conte di Essex, nobile inglese (n. 1631)
- 13 luglio - Luigi Giulio di Savoia, militare italiano (n. 1660)
- 21 luglio - William Russell, politico inglese (n. 1639)
- 24 luglio - Marco Gallio, cardinale e vescovo cattolico italiano (n. 1619)
- 30 luglio - Maria Teresa d'Asburgo, sovrana spagnola (n. 1638)

## Agosto(3)
- 4 agosto - Turhan Sultan
- 11 agosto - Girolamo Borgia il giovane, scrittore, poeta e vescovo cattolico italiano (n. 1633)
- 24 agosto - Matsudaira Tadateru, militare giapponese (n. 1592)

## Settembre(4)
- 4 settembre - John Owen, predicatore e teologo inglese (n. 1616)
- 6 settembre - Jean-Baptiste Colbert, politico e economista francese (n. 1619)
- 12 settembre - Alfonso VI del Portogallo, sovrano (n. 1643)
- 17 settembre - Amedeo di Castellamonte, architetto italiano (n. 1613)

## Ottobre(5)
- 7 ottobre - Albrecht von Sinzendorf, nobile e politico austriaco (n. 1619)
- 9 ottobre - Francesco Caetani, generale e politico italiano (n. 1594)
- 15 ottobre - Ricciarda Cybo Malaspina, nobildonna italiana (n. 1622)
- 22 ottobre - Philips Angel I, pittore olandese (n. 1616)
- 27 ottobre - Giovanni Antonio Solinas, gesuita e missionario italiano (n. 1643)

## Novembre(4)
- 10 novembre - John Collins, matematico inglese (n. 1625)
- 10 novembre - Robert Morison, botanico scozzese (n. 1620)
- 18 novembre - Luigi di Borbone, conte di Vermandois, militare francese (n. 1667)
- 22 novembre - Fabrizio Caracciolo, duca di Girifalco, nobile e militare italiano (n. 1607)

## Dicembre(9)
- 5 dicembre - Giovanni Fiore da Cropani, scrittore e religioso italiano (n. 1622)
- 7 dicembre - Algernon Sidney, politico inglese (n. 1623)
- 9 dicembre - John Oldham, poeta inglese (n. 1653)
- 12 dicembre - Robert Crosse, teologo inglese (n. 1606)
- 13 dicembre - Anna Sofia d'Assia-Darmstadt, religiosa tedesca (n. 1638)
- 15 dicembre - Izaak Walton, scrittore britannico (n. 1593)
- 22 dicembre - Carlo Calà, nobile, giurista e magistrato italiano (n. 1617)
- 25 dicembre - Kara Mustafa Pascià, militare e politico ottomano
- 27 dicembre - Maria Francesca di Savoia-Nemours, principessa (n. 1646)

## Senza giorno specificato(16)
- Cesare Abbelli, poeta italiano (n. 1604)
- Orazio Archinto, nobile italiano (n. 1611)
- Girolamo Carafa, vescovo cattolico italiano (n. 1604)
- James Cecil, III conte di Salisbury, nobile e politico britannico (n. 1648)
- Andrea Cirrincione, architetto e religioso italiano (n. 1607)
- Nicholas Clough, pirata e mercante inglese
- Pietro Antonio Corradi, architetto italiano (n. 1613)
- Alessandro Grimaldi, doge (n. 1621)
- Onorato Honorati, vescovo cattolico italiano (n. 1596)
- Lewis Kirke, navigatore inglese (n. 1599)
- Carlo Natali, pittore italiano
- Beatrice Pallavicino, nobildonna italiana
- Alessandro Poglietti, organista e compositore italiano
- Johann Sebastiani, musicista e compositore tedesco (n. 1622)
- Jacobus Stainer, liutaio austriaco (n. 1619)
- Benjamin Whichcote, filosofo e teologo inglese (n. 1609)